# Орнезон
Орнезо́н (фр. Ornaisons) — коммуна во Франции, находится в регионе Лангедок — Руссильон. Департамент коммуны — Од. Входит в состав кантона Лезиньян-Корбьер. Округ коммуны — Нарбонна.
Код INSEE коммуны — 11267.

## Население
Население коммуны на 2008 год составляло 1203 человека.
| 1962 | 1968 | 1975 | 1982 | 1990 | 1999 | 2008 |
| ---- | ---- | ---- | ---- | ---- | ---- | ---- |
| 896  | 929  | 902  | 903  | 943  | 951  | 1203 |

## Экономика

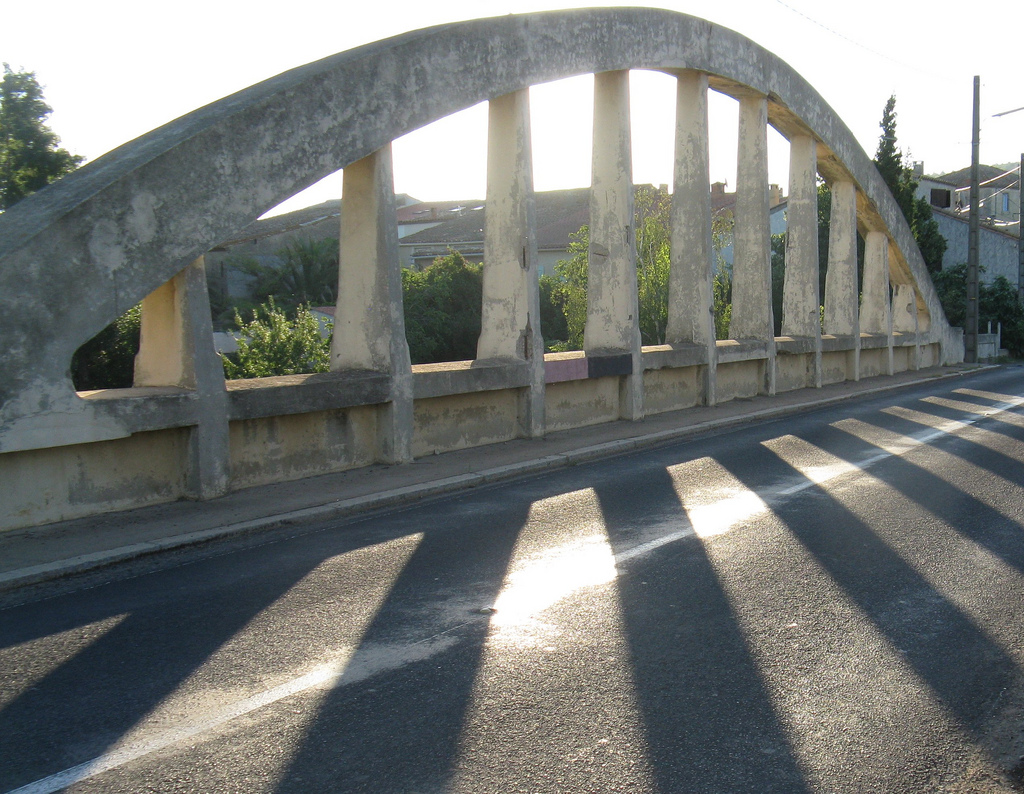
Мост через реку Кийане

В 2007 году среди 710 человек в трудоспособном возрасте (15—64 лет) 505 были экономически активными, 205 — неактивными (показатель активности — 71,1 %, в 1999 году было 65,2 %). Из 505 активных работали 432 человека (237 мужчин и 195 женщин), безработных было 73 (30 мужчин и 43 женщины). Среди 205 неактивных 43 человека были учениками или студентами, 101 — пенсионерами, 61 были неактивными по другим причинам.